# Ахметова, Диана Владимировна
Ахметова Диана Владимировна (род. 21 сентября 1994, Нефтекамск) — российская тяжелоатлетка, серебряная призёрка Чемпионата Европы, мастер спорта России международного класса (2011).
Ахметова Диана представляет два региона: г. Москву и Республику Башкортостан. Тренер — И. П. Алексеев, заслуженный мастер спорта России, победитель Чемпионата России, Чемпионата Европы, Чемпионата мира (1995), участник XXVI Олимпийских игр (1996). Первый тренер — её отец, В. М. Ахметов.
Обучается в Уфимском педагогическом колледже № 1 с 2010 года по специальности «Адаптивная физическая культура».

## Спортивные результаты
- В 2008 г. бронза Первенства Европы по тяжёлой атлетике (г. Амьен, Франция).
- В 2009 г. чемпионка Четвёртой летней спартакиады учащихся России (г. Пенза) в весовой категории 53 кг суммой 160 кг.
- В 2010 г. выиграла Первенство России (г. Шадринск) в весовой категории 58 кг суммой 200 кг.
- В 2010 г. победила на Первенства Европы до 17 лет (г. Валенсия, Испания) в весовой категории 58 кг суммой 203 кг (с рекордом Европы в рывке).
- В 2013 г. выиграла УФО.
- В 2013 г. выиграла турнир, посвященный памяти Б. А. Шесталюка.
- Серебро Юношеских Олимпийских игр — 2010 (Сингапур) в весовой категории 63 кг суммой 204 кг.
- Серебряный призёр Кубка России-2010 по тяжёлой атлетике среди женщин (г. Казань) в весовой категории 63 суммой 205 кг.
- Серебряный призёр Чемпионата Европы—2016[1].